# Rothia (polilla)
Rothia  es un  género  de lepidópteros perteneciente a la familia Noctuidae. Es originario de Madagascar.

## Especies
| - Rothia agrius - Rothia alluandi - Rothia arrosa - Rothia caecata - Rothia cruenta - Rothia dayremi - Rothia distigma - Rothia divisa - Rothia epiera - Rothia epipales - Rothia fianarantsoa - Rothia hampsoni - Rothia holli - Rothia hypopyrrha - Rothia lasti - Rothia lutescens - Rothia martha - Rothia metagrius - Rothia micropales - Rothia nigrescens | - Rothia nigrifimbriata - Rothia pales - Rothia panganica - Rothia pedasus - Rothia powelli - Rothia rhaeo - Rothia rhaeoides - Rothia simplex - Rothia simyra - Rothia sinefasciata - Rothia tenuis - Rothia tranquilla - Rothia tricolora - Rothia turlini - Rothia vaovao - Rothia viossati - Rothia virguncula - Rothia watersi - Rothia westwoodi - Rothia zea |